# Glyptina abbreviata
Glyptina abbreviata är en skalbaggsart som beskrevs av Gentner 1924. Glyptina abbreviata ingår i släktet Glyptina och familjen bladbaggar. Inga underarter finns listade i Catalogue of Life.